# Rudolf Amon
Rudolf Amon (* 4. Januar 1891 als Rudolph Heinrich Amon in Wien; † 15. Juli 1964 in Graz) war ein österreichischer Zoologe und Jagdwissenschaftler.

## Leben
Amon wurde 1928 an der Universität Wien zum Dr. phil. promoviert. Von 1919 bis 1945 arbeitete er als Beamter am Niederösterreichischen Landesmuseum sowie als Konservator für Naturschutz in Österreich. Er war Gründer des österreichischen Arbeitskreises für Wildtierforschung in Graz sowie von 1952 bis 1964 dessen ehrenamtlicher Generalsekretär. Amon publizierte zahlreiche Arbeiten zu Jagdwissenschaft und zu Naturschutz, darunter auch Veröffentlichungen über fossile Fährten.

## Veröffentlichungen (Auswahl)
- Säugetierfährten aus dem Rohrbacher Konglomerat. In: Verhandlungen der zoologisch-botanischen Gesellschaft 83, 1933, S. 40–42.